# برن‌للو
شهر برن‌للو (به فرانسوی: Braine-l'Alleud) در شهرستان نیول در استان اوئلون بربان در منطقه فدرال والوون در کشور بلژیک واقع شده‌است.

## نگارخانه

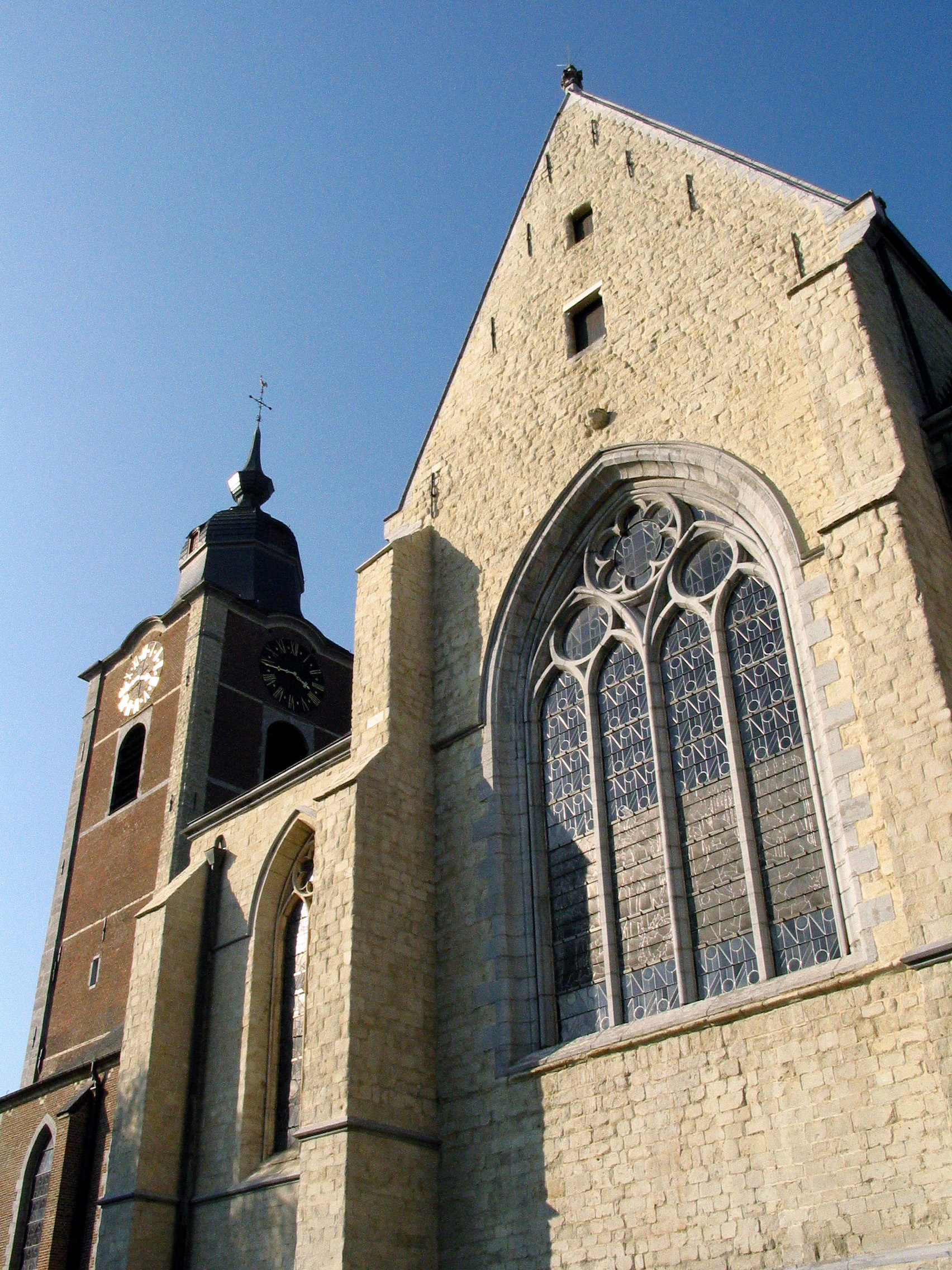
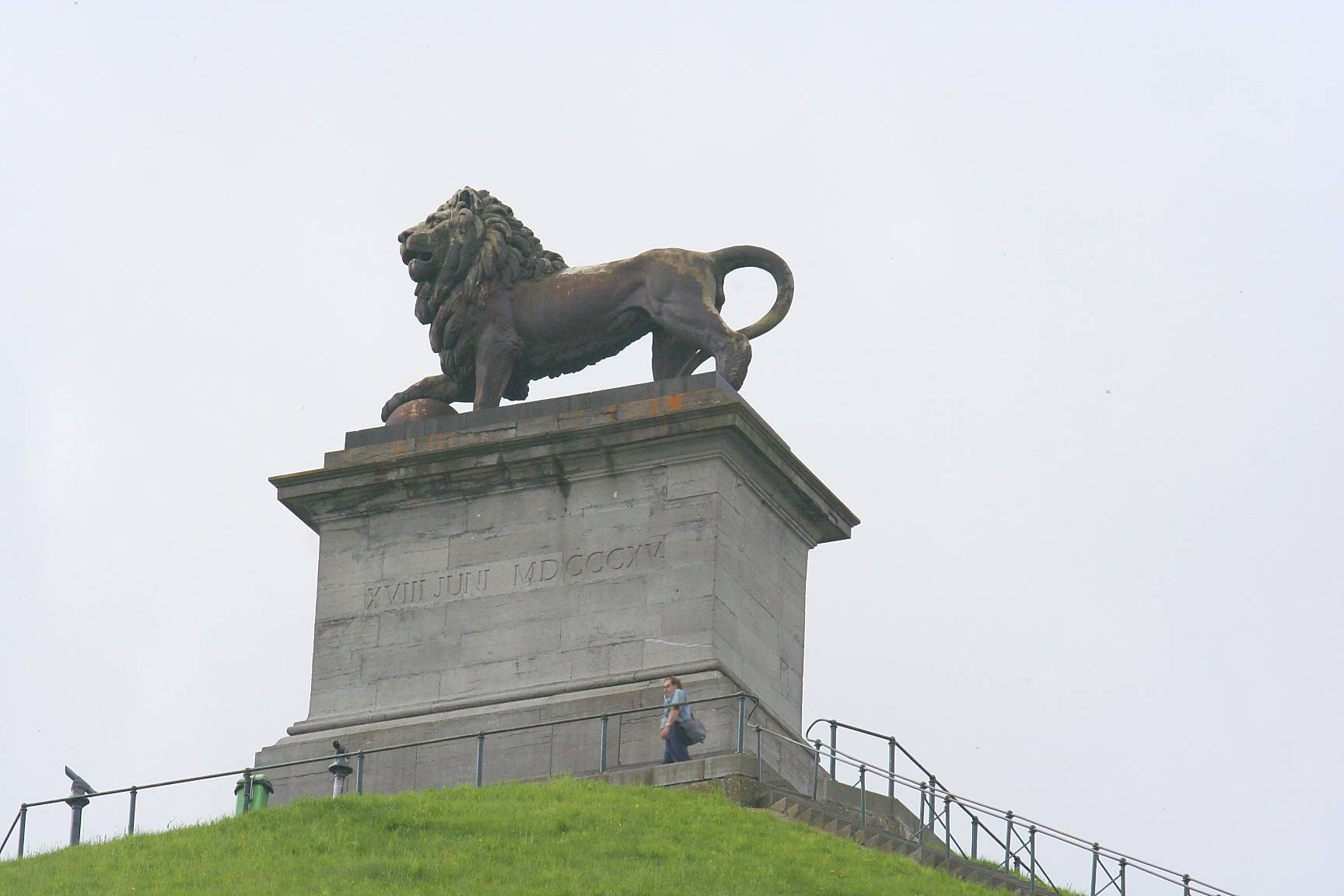
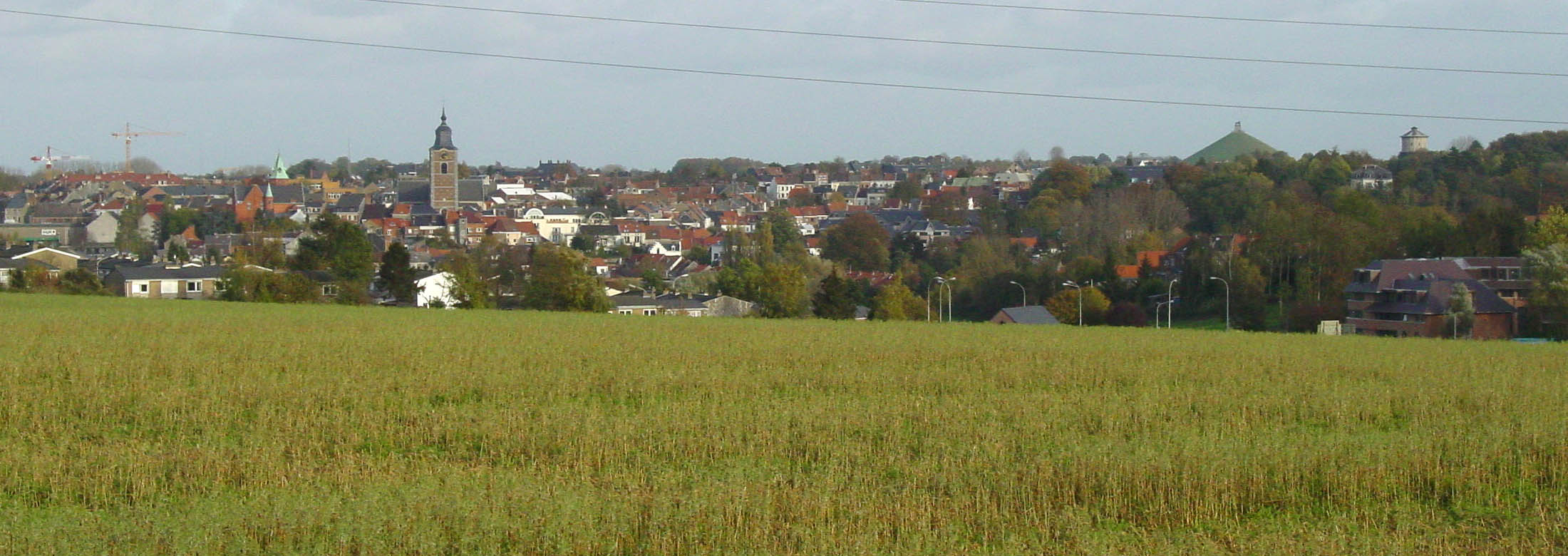